# Prestmoen
Prestmoen ist eine Ortschaft in der norwegischen Kommune Stjørdal in der Provinz (Fylke) Trøndelag. Der Ort hat 391 Einwohner (Stand: 1. Januar 2024).

## Geografie und Verkehr
Prestmoen ist ein sogenannter Tettsted, also eine Ansiedlung, die für statistische Zwecke als eine städtische Siedlung gewertet wird. Der Ort liegt rund vier Kilometer südöstlich von Stjørdalshalsen, dem Verwaltungszentrum der Kommune Stjørdal, am Nordufer der Stjørdalselva. Zudem liegt Prestmoen in der Nähe eines Verkehrsknotenpunkts. Etwas westlich von Prestmoen befindet sich der Flughafen Trondheim, die Mündung der Europastraße 14 (E14) in die Europastraße 6 (E6) sowie der Punkt, an dem die Nordlandsbanen, Dovrebanen und Meråkerbanen aufeinandertreffen. Von Prestmoen führt der Fylkesvei 6798 zur E14.